# Nymph Creek

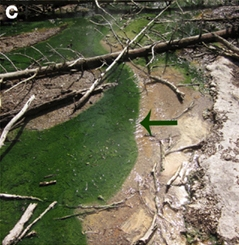
Übergang im Stoffwechsel von Chemosynthese zu Photosynthese im Nymph Creek (Pfeil)

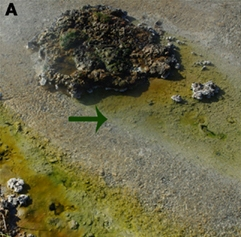
Derselbe Übergang in der Bijah Spring (Pfeil)

Der Nymph Creek (wörtlich „Nymphenbach“) ist ein 1-2 m breiter, 1-10 cm tiefer Bach im Yellowstone-Nationalpark (USA) ein Stück nordwestlich vom Norris-Geysir-Becken.
Er wird aus mehreren kleinen hypoxischen (sauerstoffarmen) flachen Thermalquellen (hydrothermale Schlote, keine Geysire) gespeist (u. a. aus der West Nymph Creek Thermal Area) und mündet ca. 150 m unterhalb des Quellgebiets in den Nymph Lake, der nach Süden in den Gibbon River entwässert.
Vom Quellgebiet bis zum See verläuft der Nymph Creek entlang des Abschnitts Norris–Mammoth der Grand Loop Road (hier U.S. Highway 89).
Der vom Bach durchflossene Nymph Lake liegt direkt unterhalb des Weiteren Quellgebiets Roadside Springs, dieses und der See sind von der Grand Loop Road aus gut einsehbar.
Der Nymph Creek hat einen hohen Säuregehalt (pH 2,5 bis 3,0).
Sein auffälligstes Merkmal ist eine hellgrüne, ca. 2-3 mm dicke mikrobielle Matte, die überwiegend aus einzelligen Rotalgen der Klasse Cyanidiophyceae besteht und (abgesehen vom direkten Quellgebiet) einen Großteil des Bachbetts bedeckt.
Die Fließzeit betrug nach Messungen von Holloway et al. (2004) etwa 5 Minuten für die ersten 25 m ab dem Quellgebiet, wobei die Fließgeschwindigkeit abnimmt, wo das Wasser nach diesen 25 m die dicke Algenmatte erreicht.
Im Gegensatz zu anderen Standorten im Yellowstone-Nationalpark (wie z. B. der Dragon Spring) ist der Nymph Creek stark beschattet, was bzgl. der Photosyntheseaktivität und dem UV-Schutz der jeweils vorkommenden Mikroorganismen einen wesentlichen Unterschied ausmacht.
Der Nymph Creek bietet ein begehbares Freiluftlabor, in die von Mikroben gebildeten üppigen hellgrüne Matten von Forschern, Studenten und der Öffentlichkeit beobachtet werden können.
Nicht im Zusammenhang mit dem Gebiet vom Nymph Creek und Nymph Lake steht die viel weiter nordöstlich ebenfalls im Yellowstone-Nationalpark gelegene Quelle Nymph Spring.

## Chemische Analyse
Die den Nymph Creek speisenden Thermalquellen sind eisenhaltig (2,3 mg/ℓ) und arsenitreich (0,086 mg/ℓ).
Nach den Messungen von Holloway et al. (2004) wird der Nymph Creek auf ersten 25 m flussabwärts vom Quellgebiet noch etwas saurer (pH 2,87 bis 2,73), die Temperatur sinkt von 62 °C auf 25 °C.
Die Quellschlote sind typischerweise schwefelhaltig; die Konzentration des gelösten Sauerstoffs nimmt von den sauerstoffarmen Quellschloten an stromabwärts zu. Holloway et al. (2004) beobachteten auf dieser Strecke einen Anstieg von 6 auf 161 μᴍ (μmol/ℓ) O2.
Die Gesamt-Stickstoff-Konzentrationen in den heißen Quellen des Yellowstone-Nationalparks schwanken stark und reichen von weniger als 0,3 μᴍ bis zu 42,7 μᴍ N, wobei Ammonium häufig die vorherrschende Stickstoff-Verbindung ist.
Der Nymph Creek weist nach Messungen von Holloway et al. (2004) eine mäßige Stickstoff-Konzentration auf.
Diese Ammoniumkonzentration nimmt auf 148 m entlang des Nymph Creek um 41 Prozent von 92 μᴍ N-NH4+ (Stickstoff in Form von Ammonium-Ionen) auf 54 μᴍ N-NH4+ ab, wobei der Wert nach den ersten 25 m moderat auf 74 μᴍ N-NH4+ fällt.
Die Nitritkonzentration steigt nach den Messungen dieses Teams dagegen flussabwärts auf den ersten 25 Metern von weniger als 0,2 auf 1,0 μᴍ N-NO2−.
Die Konzentration von Distickstoffoxid steigt dabei ebenfalls an (auf 0,4 nᴍ N-N2O). Im weiteren Verlauf des Baches nehmen diese Konzentrationen wieder ab.
Die Nitratkonzentrationen lagen im gesamten Nymph Creek unter der Nachweisgrenze von 5 μᴍ N-NO3−, obwohl Eisen (Fe) als auch Arsen (As) schon wenige Meter von Schloten vollständig oxidiert werden.
Während die Ammoniumkonzentration im Nymph Creek auf den ersten 25 Metern flussabwärts der Quellschlote nur geringfügig abnimmt, ist ein deutlicher Anstieg sowohl von Nitrit als auch von Distickstoffoxid zu verzeichnen. Die Autoren vermuteten als Ursache für den beobachteten Konzentrationsverlauf dieser Stickstoffverbindungen mikrobielle Aktivität, auch wenn dieser theoretisch eine abiotische Oxidation des Ammoniums widerspiegeln könnte.
Die Nitrifikation von Ammonium zu Nitrit (und ggf. Nitrat) könnte generell ein ratenbegrenzender Schritt im Stickstoffkreislauf in heißen Quellgebieten wie dem Nymph Creek sein, so Holloway et al. (2004).
Neben diesen Konzentrationsgefällen entlang des Bachlaufs gibt es auch einen Gradienten von der Mitte des Baches zu seinen Ufern. Die „florale Sukzession“ der mikrobiellen Gemeinschaften vom fließenden Wasser bis zum Ufer ist wahrscheinlich Ausdruck der zum Ufer hin abnehmenden Temperatur und des Schwefelgehalts.
Die mikrobiellen Matten enthalten 40 µg elementaren Schwefel pro Gramm Trockengewicht; die in ihnen vorhandenen Bakterien reduzieren Sulfationen (SO4−) zu Sulfid bzw. Schwefelwasserstoff (H2).

## Ökologie

### Flora
Der Nymph Creek fließt durch einen Wald von Küsten-Kiefern (Pinus contorta, englisch lodgepole pine).

### Fauna
Im Bach (vermutlich im weniger extremen Unterlauf) wurden Maxillopoda (kleine Krebstiere), Monogononta-Rädertierchen der Gattung Ploesoma und nicht näher klassifizierte Ringelwürmer (Annelida) gefunden.

### Bakterien
Kathy B. Sheehan et al. (2005) wiesen (mindestens) fünf verschiedene Arten von Legionellen nach. Die Legionellen kommen als intrazelluläre Parasiten der im Nymph Creek anzutreffenden Protisten (wie Naegleria, Acanthamoeba und Euglena) vor (s. u.).
Zur bakteriellen Gemeinschaft in dem Gewässer gehören Mitglieder der folgenden Gattungen bzw. bestehen große Ähnlichkeiten mit folgenden Arten:
- Aquificales (Aquificaceae):
  - Gattung Hydrogenobaculum – die entnommenen Proben zeigten große Übereinstimmung mit Hydrogenobaculum sp. NOR3L3B aus dem nahe gelegenen Norris-Geysir-Becken und mit Hydrogenobaculum acidophilum (früher Hydrogenobacter acidophilus) aus Japan.[23][A. 6]
- Pseudomonadota (γ-Proteobacteria):
  - Gattung Legionella mit L. cherrii, L. micdadei, L. sainthelensii, L. sp. clone 532 (Zugriffsnr. AY682859[29]), L. sp. clone 528 (Zugriffsnr. AY682856[30]) und L. sp. clone 523 (Zugriffsnr. AY682860[31][A. 7])[17]
- Pseudomonadota (δ-Proteobacteria):
  - Gattung Desulfurella [Schreibvariante Desulphurella] – ähnlich D. multipotens, D. kamchatkensis[32] und D. acetivorans,[33] alle von der Halbinsel Kamtschatka.[23]
- Clostridia (Eubacteriales):
  - Desulfitobacterium metallireducens vom Überschwemmungsgebiet des San Juan River bei Shiprock, NM, USA.[34][23]
  - Desulfotomaculum thermobenzoicum (syn. Desulfofundulus thermobenzoicus) aus methanogenem Klärschlamm, Niederlande[35][23]
- Actinomycetota (Acidimicrobiales):
  - Acidimicrobium ferrooxidans vom Maltsch-Stausee, Římov, Tschechien[36][23]
- Deinococcus-Thermus (Thermales):
  - Meiothermus rosaceus von den Rehai-Geysiren, Tengchong, Yunnan, China[37][23]
- Verrucomicrobiota (im Nymph Lake):
  - Methylacidiphilum fumariolicum und andere Vertreter dieser Gattung[38]

### Protisten und Mikropilze
Die eukaryotische mikrobielle Matten im Nymph Creek bilden ein ideales natürliches Labor für das Studium der genetischen Vielfalt, der Ökophysiologie und des Verhaltens eukaryotischer Mikroorganismen. Das ca. 50 °C heiße und mit einem pH-Wert von ca. Grad 2,7 saure Wasser im Quellbereich des Baches schafft stabile Umweltgradienten in Bezug auf Temperatur, pH-Wert und Licht um die Veränderungen in den mikrobiellen Populationen entlang seines Laufs zu beobachten. Neben Algen wie der Rotalge Cyanidium caldarium findet man auch einen thermophilen Schlauchpilz (Dactylaria constricta var. gallopava).
Stromabwärts steigen der pH-Wert (weniger sauer) und der Wasserdurchfluss, während die Temperatur abnimmt.
Dem Bachlauf nach unten folgend wird die Verbreitung weiterer Arten, darunter Protozoen, Grünalgen, Kieselalgen und Schleimpilzen angenommen; unter den Protozoen wurden beispielsweise Amöben der Gattung Naegleria nachgewiesen.
Die taxonomische Klassifizierung der thermoacidophilen Rotalgen wurde im Laufe der Zeit mehrfach überarbeitet. Im Zug dieser Reorganisierungen wurden insbesondere die Gattungen Cyanidioschyzon (1978) und Galdieria (1981/82) neu geschaffen, wobei Spezies und Stämme der Gattung Cyanidium zu Galdieria umgruppiert wurden.
Bei älteren Arbeiten ist daher zu berücksichtigen, dass damals Cyanidium caldarium zugeschriebene Stämme wie (Allen), M-8 und Forma B nach heutiger Auffassung zu Galdieria sulphuraria gehören, und weiter einige Stämme dieser Art heute als eigene Galdieria-Arten gelten (Stand 1. März 2023).
Unter Berücksichtigung dieser Umstände ist die mikrobielle Gemeinschaft der dicken Matten im Nymph Creek geprägt von folgenden hitze- und säureliebenden (thermoacidophilen) Algen:
- Rotalgen (Cyanidiophyceae):
  - Gattung Galdieria:
    - Galdieria sulphuraria Galdieria sulphuraria Stämme YNP5578.1[42][43] alias CCMEE 5587.1[44][19]
    - Galdieria yellowstonensis Stamm HSY245 (im Frying Pan Basin)[10][A. 2]

  - ?Gattung Cyanidium[18][20] (mäßig thermophil)[24] – das Vorkommen von C. caldarium im Yellowstone-Nationalpark wird teilweise angezweifelt[46][19][A. 8]
  - Gattung Cyanidioschyzon[48]
  - nicht-klassifizierte Cyanidiales, „Typ IA“ (sphärisch, ähnlich Cyanidioschyzon merolae, aber größer und mit Zellwand):[19]
    - Cyanidiales sp. CCMEE 5584 (Zugriffsnr. EF6751001, EF6751113, EF6751642)[49][19]
    - Cyanidiales sp. CCMEE 5585 (Zugriffsnr. EF6750791, EF675152)[50][19]
- Grünalgen (Jochalgen):
  - Gattung Zygogonium[48]
- Kieselalgen (Fragilariophyceae)[14]
- Goldbraune Algen (Chromulinales)
  - Gattung Ochromonas – nicht näher klassifizierte RT5in36-ähnliche Mitglieder[51][14]
  - nicht klassifizierte Chromulinales
    - Spumella-like flagellate JBNA46[52][14]
- Protozoen (Vahlkampfiidae)
  - Naegleria fowleri Gattung Naegleria[39][17][14]
    - Naegleria fowleri[17]
    - Naegleria sp. ANC11-1[53][39]
    - Naegleria sp. AHHS1-4[54][39]
    - Naegleria sp. ASG3-1[55][17]

  - Gattung Tetramitus[14]
- Protozoen (Acanthamoebidae)
  - Gattung Acanthamoeba (früher auch zu Vahlkampfiidae)[17]
- Protozoen (Vampyrellidae)[14]
- Mikropilze (Schlauchpilze)
  - Gattung Dactylaria[56]
    - Dactylaria constricta var gallopava [Dactylaria gallopava]

#### Interaktionen zwischen Mikroalgen und -pilzen
Von besonderem Interesse ist die Interaktion zwischen thermoacidophilen Rotalgen der Cyanidiophyceae und thermophilen Schlauchpilzen wie Dactylaria constricta var gallopava (oft auch als eigene Spezies Dactylaria gallopava angesehen). Eine Lebensgemeinschaft dieser beiden Arten wurde erstmals in den 1970er Jahren von Thomas D. Brock et al. beschrieben, allerdings ohne zu überprüfen, ob diese Symbiose mutualistisch (zum gegenseitigen Vorteil) oder parasitär oder auch nur zufällig sein könnte – siehe auch Cyanidium caldarium und Dactylaria gallopava in Belly, Tansey & Brock (1973).
Maria M. Salvatore et al. berichteten 2023 von einer Co-Kultur der acidophilen Art Galdieria sulphuraria (Stamm 074G) und dem Schlauchpilz Penicillium citrinum (Stamm SCAU200). Beide Organismen gedeihen in Gemeinschaft besser als alleine für sich.
Solche Organismenpaare könnten Modelle für die primitiven Vorfahren heutiger Flechten sein, die in der Regel aus einem fadenförmigen Pilz und einer eukaryotischen Mikroalge (eukaryotic unicellular algae, EUA) bestehen.

### Archaeen und Interaktion mit ihren Viren (Nymph Lake)
Boldec et al untersuchten drei Quellen am Nymph Lake (NL10, NL17 und NL18).
Die von ihnen insgesamt im Nationalpark untersuchten sauer-heißen Quellen hatten Temperaturen von 80° C und pH kleiner als 4,0; in diesen Quellen finden sich fast nur noch Archaeen und kaum noch Bakterien oder Eukaryoten.
Metagenomanalysen von Wang et al. (2015) ergaben neben Hinweisen auf DNA-Viren speziell in der Quelle NL10 (44,7535° N, 110,7238° W, gemäß Karte: Roadside Springs) Sequenzen von vermutlich drei archaealen RNA-Viren positiver Polarität, d. h. ss(+)RNA oder Baltimore-Gruppe IV. Die Wirte dieser Virenspezies mit der generischen Bezeichnung „Yellowstone hot spring archaeal RNA virus“ sind, wie die Autoren vermuten, Archaeen der Ordnung Sulfolobales. Näheres siehe Archaeenviren: RNA-Viren.
Wurch et al. (2016) berichteten über eine Reihe identifizierter Archaeen im Nymph Lake, darunter der Stamm Sulfolobus islandicus LAL14/1, die Spezies Acidianus hospitalis, sowie etliche weitere, nicht näher klassifizierte Kandidaten.
Maria A. Bautista et al. berichteten 2017 über den Fund einer Reihe von SIRVs (Sulfolobus islandicus rod-shaped viruses) im Norris-Geysir-Becken und im Nymph Lake. Die hier gefundenen SIRVs sind Archaeenviren und gehören offiziell zur Gattung Usarudivirus in der Familie Rudiviridae. Konkret gab es im Nymph Lake Hinweise auf die Viren Usarudivirus SIRV4, U. SIRV5 (mit SIRV-5 und SIRV-6), U. SIRV7 und U. SIRV11. Die an beiden Orten gefundenen Archaeengenome zeigten umgekehrt als Abwehrmaßnahme CRISPR-Spacer gegen diese Viren.